# Eisenbahnunfall von Severn
Der Eisenbahnunfall von Severn war der Frontalzusammenstoß zweier Züge am 5. März 1881 bei Severn, Maryland, auf der Bahnstrecke zwischen Washington, D. C., und Baltimore (heute Teil des Northeast Corridor), in dessen Folge drei Menschen starben. Historische Bedeutung hat der Unfall vor allem, weil sich der ehemalige US-Präsident, Rutherford B. Hayes, im Zug befand.

## Ausgangslage

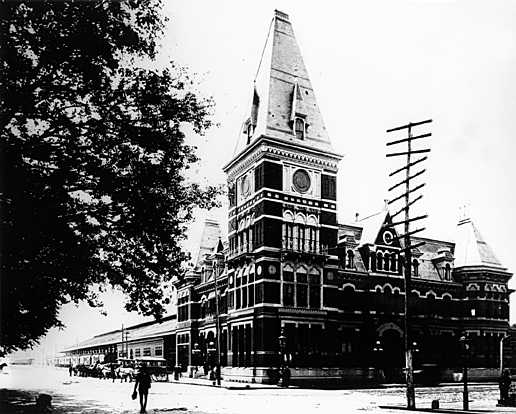
Bahnhof der Baltimore & Potomac Railroad in Washington, D.C., Ausgangspunkt des Zuges von Hayes

Am 4. März 1881 fand die Zeremonie zur Amtseinführung des neu gewählten US-Präsidenten, James A. Garfield, statt. Am folgenden Tag reiste sein Vorgänger, Rutherford B. Hayes, mit seiner Familie aus Washington, D. C. ab. Ziel war die Heimatstadt von Rutherford B. Hayes, Fremont, Ohio. Der Präsident und seine Familie reisten in einem Salonwagen.
Auch zahlreiche andere Delegationen und Einzelpersonen, die an der Amtseinführungszeremonie teilgenommen hatten, reisten an diesem Tag aus Washington, D. C. ab, wozu zahlreiche außerplanmäßige Sonderzüge verkehrten. Der Verkehr auf den Eisenbahnen war so stark, dass der Güterzugverkehr auf der damals eingleisigen Strecke der Baltimore and Potomac Railroad (B&P) an diesem Tag ausgesetzt worden war.
Der Zug, in dem der Salonwagen des Präsidenten als fünfter Wagen lief, wurde von der Lokomotive 283 der B&P gezogen und führte weitere Wagen, mit denen Personen, die an der Amtseinführungszeremonie teilgenommen hatten, zurückreisten, darunter auch eine Militäreinheit. Der Zug verließ Washington gegen 13 Uhr.
In der Gegenrichtung war von Baltimore aus ein Lokomotivzug aus zwei Lokomotiven unterwegs, der Nr. 1 der B&P und der Nr. 147 der Northern Central Railway (NCRY). Die Maschinen wurden in Washington, D. C., benötigt, um weitere Sonderzüge nach Norden zu befördern. Der Lokomotivführer der führenden Maschine hatte den Befehl, bei Severn in ein Ausweichgleis zu fahren, um den entgegenkommenden Zug zu kreuzen.

## Unfallhergang
Der Lokomotivführer des von Norden kommenden Lokomotivzugs ignorierte den Befehl, an einem Kreuzungsbahnhof bei Severn vor der ersten Weiche zu halten, diese umzustellen und in das Ausweichgleis zu fahren. Stattdessen fuhr er gegen den Rat seines Beimanns auf dem Streckengleis weiter. Beide Züge waren mit jeweils etwa 40 km/h in einem Bogen unterwegs, als die Lokführer sich sahen und bremsten. Der Bremsweg reichte aber nicht mehr aus, den Zusammenstoß zu verhindern. Ein Teil der Eisenbahner sprang vor dem Zusammenstoß von den Lokomotiven ab, was glimpflich verlief, weil noch hoher Schnee lag. Alle drei Lokomotiven entgleisten, ebenso die ersten vier Wagen. Der erste Wagen – Wagen waren damals überwiegend aus Holz gezimmert – wurde zwischen der führenden Lokomotive und ihrem Tender sowie dem auffahrenden Zug zerquetscht.

## Folgen
Drei Menschen starben sofort oder noch am selben Tag an den Unfallfolgen, darunter auch der Lokführer, der den Unfall verschuldet hatte. Zahlreiche weitere wurden darüber hinaus verletzt.
Rutherford B. Hayes, der gerade beim Mittagessen war, wurde samt dem Sessel, in dem er saß, durch den Salon seines Wagens geschleudert. Weder er noch Mitglieder seiner Familie erlitten ernsthafte Verletzungen. Er und seine mitreisenden Söhne beteiligten sich an den Bergungsarbeiten. Den Eisenbahnern gelang es, die Feuer in den Kohleöfen zu löschen, mit denen die Wagen damals beheizt wurden, und so einen Brand der Trümmer zu verhindern. Außerdem sicherten sie die Unfallstelle nach hinten ab.
In Folge des Unfalls wurde die Strecke zwischen Washington, D. C. und Baltimore zweigleisig ausgebaut.